# 韋戈爾什黑
韋戈爾什黑（挪威語：Vegårshei）是挪威阿格德爾郡的一個市镇，行政中心为米拉村。市镇面积为356平方公里，人口数量为2,097人（2020年），人口密度为每平方公里6.5人。